# Anisozyga exalbata
Anisozyga exalbata là một loài bướm đêm trong họ Geometridae.